# Robin McKee
Robin McKee (* vor 1987) ist eine Schauspielerin.

## Leben
McKee hatte 1987 einen Auftritt als Ms. Lindsey im Film Emanon. Weitere Filmauftritte folgten wie etwa als Lindsey Thurlow in Wagons East! (1994), als Jamie in Without a Map (1996) und als Claire Sommers in Genetic Code (1997). Auftritte in Fernsehserien hatte sie unter anderem in Kate & Allie (1987), als Lidell Ren in Star Trek: Raumschiff Voyager (1995) und Diagnose: Mord (1995).

## Filmografie
- 1987: Emanon
- 1987: Kate & Allie (Fernsehserie, eine Folge)
- 1994: Speed
- 1994: Wagons East!
- 1995: Star Trek: Raumschiff Voyager (Star Trek: Voyager, Fernsehserie, Folge Die Augen des Toten)
- 1995: Diagnose: Mord (Diagnosis Murder, Fernsehserie, eine Folge)
- 1996: Without a Map
- 1996: Lisa – Der helle Wahnsinn (Weird Science, Fernsehserie, eine Folge)
- 1997: Genetic Code (DNA)
- 2004: Great Performances (Fernsehserie, eine Folge)
- 2007: Abe’s Tomb